# Liga Artaman
Liga Artaman (en alemán: Artamanen-Gesellschaft) fue un movimiento agrario y étnico dedicado a la pureza de la sangre en relación con la tierra. Estuvo activo durante el periodo entre guerras mundiales, la Liga terminó estrechamente vinculada, y finalmente absorbida, al Partido Nazi.

## Etimología
El término Artamanen fue concebido antes de la Primera Guerra Mundial por el Dr. Willibald Hentschel, un ferviente creyente en la pureza racial, el cual había fundado su grupo propio, la sociedad Mittgart, en 1906. El término era un conjunción de las palabras art y manen, vocablos alemanas que unidos significaban 'hombre del agro' u 'hombre de agricultura' e indicaba el deseo de Hentschell de ver el retiro de los alemanes de la decadencia de la ciudad para regresar a un pasado idílico y rural.

## Orígenes
La liga Artaman, tuvo sus raíces en el movimiento general Lebensreform que surgió en los siglos XIX y XX en Alemania. Este movimiento abarcó centenares de grupos en toda Alemania que estuvieron implicados en varios experimentos ligados a la ecología, salud, condición física, vegetarianismo y naturismo (Nacktkultur). Estas agrupaciones retuvieron posiciones en el espectro político. Los grupos ultraderechistas, finalmente, ganaron posición entre los miembros de Partido Nazi y sus seguidores. Publicaciones derechistas de los 'Lebensreformists', fueron vendidas por decenas de miles, y argumentaban que sus prácticas eran el medio por el cual "la raza alemana se regeneraría y finalmente prevalecería sobre sus vecinos y los 'diabólicos judíos', quienes tenían la intención de infiltrar agentes 'putrefactos' en la sangre y el suelo de la nación germana".

## Desarrollo
La sociedad como tal no fue formada hasta 1923, inclusive, aunque las ideas de Willibald eran un poco más viejas. La Artamans era parte del 'Movimiento de Juventud' alemán, representando al ala ultraderechista del retorno a la tierra. Bajo la jefatura de Georg Kenstler, defendieron la política sangre y tierra con una fuerte tendencia subyacente anti eslava. Este movimiento étnico afirmaba que la decadencia de la raza aria sólo podría ser revertida a través de alentar a las personas a abandonar la vida en las ciudades en favor de asentarse en las áreas rurales del este. Los miembros deseaban realizar trabajo agrícola como un alternativa al servicio militar, también veían como parte de su deber la oposición violenta a los eslavos para empujarlos fuera de Alemania.   Los conceptos se fundamentaban en la combinación del campesino o el soldado-campesino. Así fue que la Liga envió a jóvenes alemanes para trabajar en la tierra en Sajonia y Prusia del Este, en un intento de impedir que estas áreas se conviertan en asentamientos polacos. Con este fin 2000 colonos fueron enviados a Sajonia en 1924 para el trabajo en granjas y servir como milicia anti eslava.  También daban discursos sobre la importancia de la pureza racial de la Raza Nórdica y acerca de la influencia corrupta de la vida en las ciudades y los judíos.
Como muchos movimientos juveniles derechistas en Alemania, la Liga Artaman, perdió el ímpetu en la medida que el Partido Nazi creció. Sobre 1927, el 80% de sus afiliados se convirtieron en nazis militantes. De ese modo, la Liga había desaparecido a principios de la década de los 30s con la mayoría de sus afiliados habiéndose cambiado a las filas nazis.

## Enlaces nazis
Cuando la situación se deterioró a finales de la década de 1920, algunos de los miembros de la Artaman se involucraron profundamente en política, y se comprometieron en una 'guerra santa' contra sus enemigos: liberales, demócratas, masones y judíos. Eventualmente, muchos miembros de la Liga Artaman viraron hacia el Nacional Socialismo. Heinrich Himmler fue miembro desde sus inicios y tuvo la posición de Jefe de Distrito (Gauführer) en Baviera.
Cuando ya era miembro de la Liga, Himmler conoció a Richard Walther Darré y ambos trabaron una amistad cercana, basada en gran parte en las nociones ideológicas altamente desarrolladas de Darré, sobre la sangre y la tierra a las que Himmler estuvo atraído. La visión de la Artaman continuó teniendo efecto profundo en Himmler quien, durante su tiempo como Reichsführer-SS, retuvo sus sueños tempranos de un campesinado racialmente puro.
Himmler fue también cercano a su compañero y amigo Rudolf Höss y más tarde lo ascendería y adelantaría en las 'Escuadras de Defensa' (Schutzstaffel) debido en parte a su historia en la Liga Artaman. La pequeña liga fue desarmada e incorporada a las Juventudes Hitlerianas en octubre de 1934, cuando el movimiento de juventud nazi cobró fuerza.

## Enlaces actuales con la ultraderecha alemana
El desarrollo de un numeroso grupo de ecologistas y proyectos orgánicos en Alemania, con políticas de extrema derecha, ha cobrado recientemente la atención de los medios de comunicación. Desde la década de los 90s, los ecologistas ultraderechistas han aprovechado granjas, las que al finalizar la Guerra Fría y luego de la reunificación de Alemania Oriental y Occidental fueron vendidas a bajos precios, estableciéndolas como Mecklenburg, "en un esfuerzo de revigorizar las tradiciones de la "Liga Artman". El gobierno estatal de Rhineland-Palatinate ha publicado un folleto titulado Conservación de Naturaleza vs Extremismo derechista, en un esfuerzo para ayudar a los agricultores orgánicos que puedan encontrar extremistas de derecha. Gudrun Heinrich de la Universidad de Rostock ha publicado un estudio, Ecologistas Marrones, en referencia a ambos: el movimiento actual y a los camisas marrones nazis. La revista de temas medioambientales, extremista y de derecha Umwelt und Aktiv (Entorno y Activo), fue establecida con el apoyo del Partido Democrático de Ultraderecha Alemana. Der Spiegel ha cubierto la "camaradería marrón orgánica" ("Braune Bio-Kameradschaft"),  y Süddeutsche Zeitung ha publicado un artículo acerca de la “infiltración" [Unterwanderung] en la agricultura orgánica por extremistas de derecha, notando el apego a los nazis en lo referente a la supremacía aria y la armonía ecológica.